# Jerzy Gurawski
Jerzy Karol Gurawski (ur. 4 września 1935 we Lwowie, zm. 10 marca 2022) – polski projektant przestrzeni – architekt i scenograf, wykładowca Politechniki Poznańskiej, laureat Honorowej Nagrody SARP z 2007, często z uwagi na swoje osiągnięcia nazywany „Profesorem”.

## Styl
Twórczość architektoniczna Gurawskiego utrzymuje się w formach zdyscyplinowanego postmodernizmu, choć niekiedy pojawiają się motywy neomodernistyczne.
Harmonia i szacunek dla otoczenia – ta zasada jest wspólna dla wszystkich budynków projektowanych przez Jerzego Gurawskiego. Jego architektura jest spokojna, zarazem radosna, konsekwentnie prosta i ponadczasowa

## Edukacja
Jerzy Gurawski ukończył szkołę licealną w Bielsku-Białej a studia architektoniczne na Politechnice Krakowskiej im. Tadeusza Kościuszki na Wydziale Architektury. Dyplom (temat: „Teatr Eksperymentalny”, opracowany w Katedrze Projektowania Zbigniewa Kupca) magistra inżyniera architekta uzyskał w 1960 r.

## Wczesna twórczość
W czasie studiów, bierze udział w konkursach:
- Kioski powtarzalne dla miasta Warszawy - III nagroda - 1956 r.
- Teatr objazdowy ziemi Mazowieckiej - I nagroda rónorzędna - 1956 r.
- kościół w Nowej Hucie
- kościół w Tychach

## Działalność teatralna
Fascynację teatrem rozpoczętą w czasie pisania pracy dyplomowej kontynuuje po studiach. Rozpoczyna współpracę z Teatrem Laboratorium Jerzego Grotowskiego, której efektem są projekty układów przestrzeni teatralnej do kolejnych premier, m.in. do:
- „Siakuntala” 1960 r.
- „Dziadów” Adama Mickiewicza” 1961 r.
- „Kordiana” Słowackiego, 1962 r.
- „Akropolis” Wyspiańskiego,1962 r.
- „Tragiczne dzieje Doktora Fausta”, 1963 r.
- „Książę Niezłomny” 1965 r., premiera „Teatr Laboratorium”, Wrocław

Inne:
- „Fedra” Seneki (reż. Z. Cynkutis) – Wrocław 1987 r.
- „Na dnie” (reż. M. Prus) – Teatr Dramatyczny, Warszawa 1991 r.
- „Biesy” (reż. L. Flaszen) – Teatr Stary, Kraków 1995 r.

Prace te przyniosły Jerzemu Gurawskiemu w efekcie wiele publikacji tak w pismach krajowych jak i zagranicznych, udział w wielu wystawach scenograficznych etc., z których najważniejsze to:
1. Wyróżnienie na wystawie XV-Lecia Scenografii 1962 – Warszawa
2. Przedstawienie działalności w Au Jour d’hui art et architecture – scenographie nouvelle – 1963 – zasady i tezy kształtowania przestrzeni teatralnej
3. Wystawy Międzynarodowe Polskiej scenografii w Oslo – Wiedniu – Helsinkach – Szczecinie
4. Złoty medal - za działalność scenograficzno – przestrzenną uzyskany wspólnie z Józefem Szajną na międzynarodowym Prague Quadrennial w Pradze w 1971 roku.
5. Wszechnica Architektoniczna – Kraków – Wawel 1986 r. – Wrocław 1994 r.
6. 1999 r. Członek Międzynarodowego Jury Kolejnej Edycji Quadrennial
7. Wystawy w Ośrodku Teatralnym – Wrocław (Instalacje przestrzenne), „Antek Jachołkowski” 1993 r., „Victoria Mai Wiosną” – 1998 r., „Teatr 13 rzędów”, Opole 1998 r. (wystawa jubileuszowa)
8. „Czterdziestolecie Teatru Laboratorium” – Wrocław 1999 r.
9. Wystawa monograficzna działań teatralnych, Poznań – Centrum Kultury „Zamek” – 2000 r.

Najważniejsze wydawnictwa dotyczące teatru w których zamieszczono projekty Jerzego Gruawskiego i koncepcje to:
1. Polska architektura współczesna – Z. Strzelecki
2. Towards a poor theatre – J. Grotowski
3. Kierunki Scenografii Współczesnej – Z. Strzelecki
4. Grotowski i Jego laboratorium – Z. Osiński
5. Rewolucje sceniczne XX wieku – Denis Bablet

(dane do 1981 r.)

## Działalność projektowa

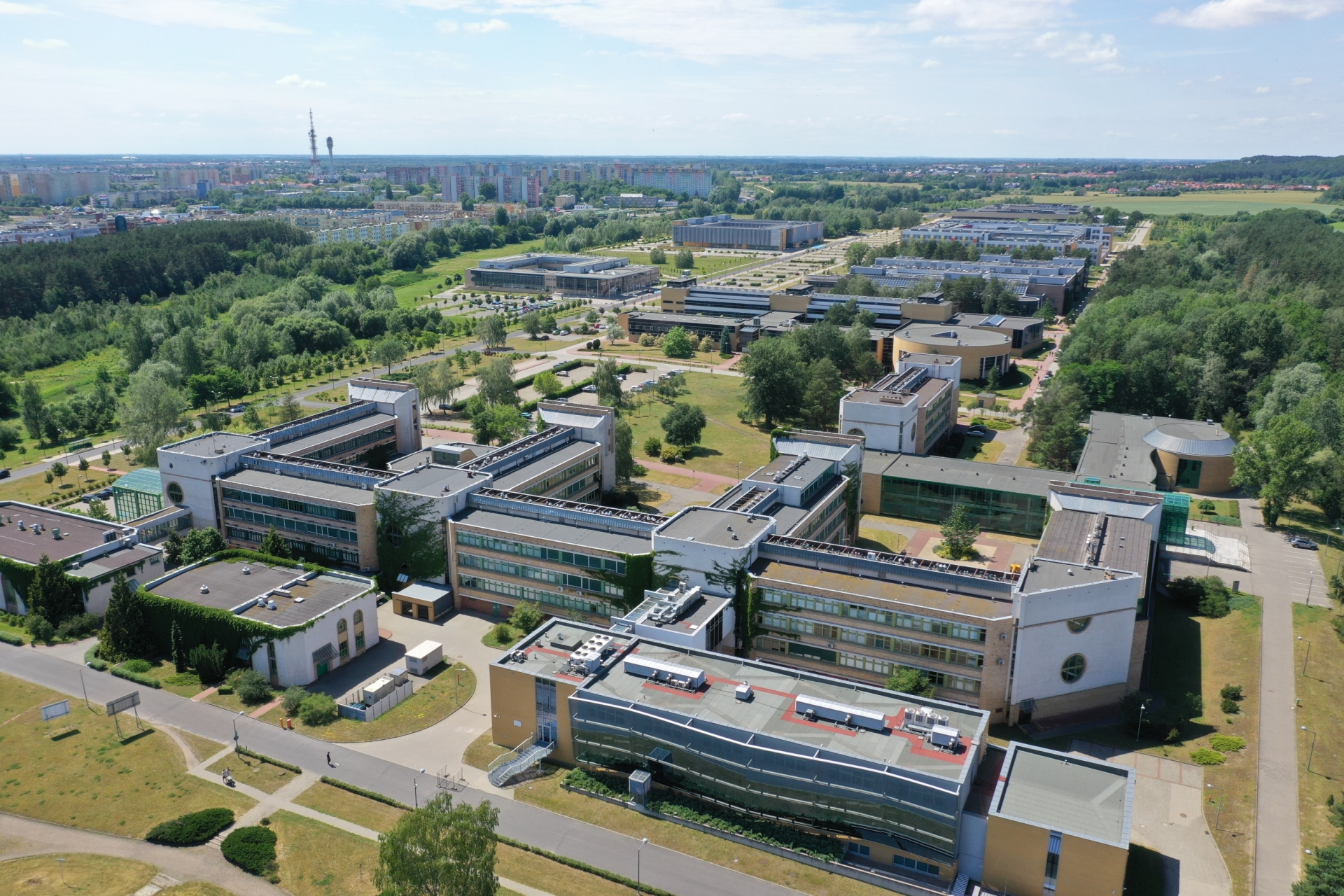
Kampus Morasko

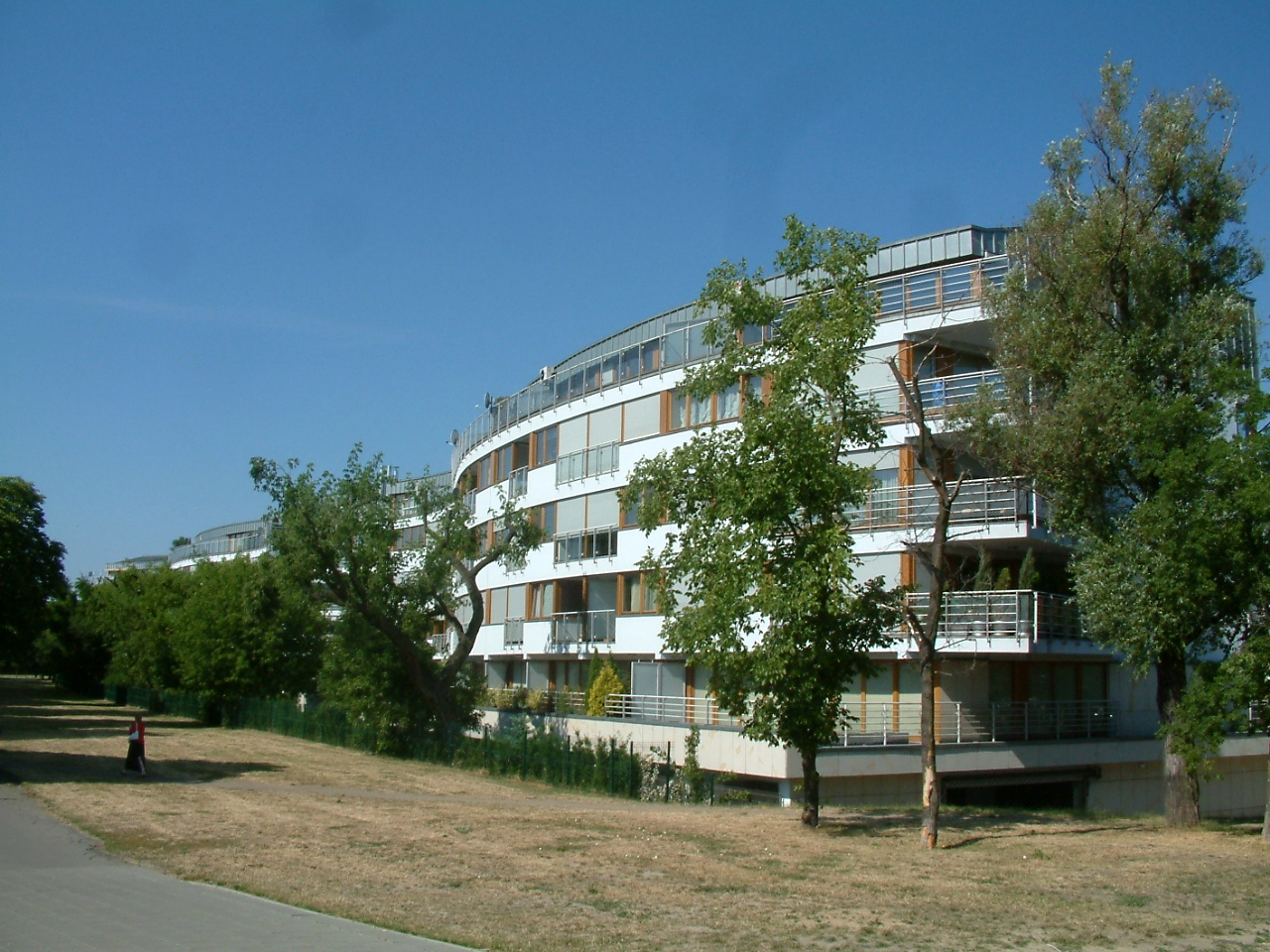
Wstęga Warty w Poznaniu

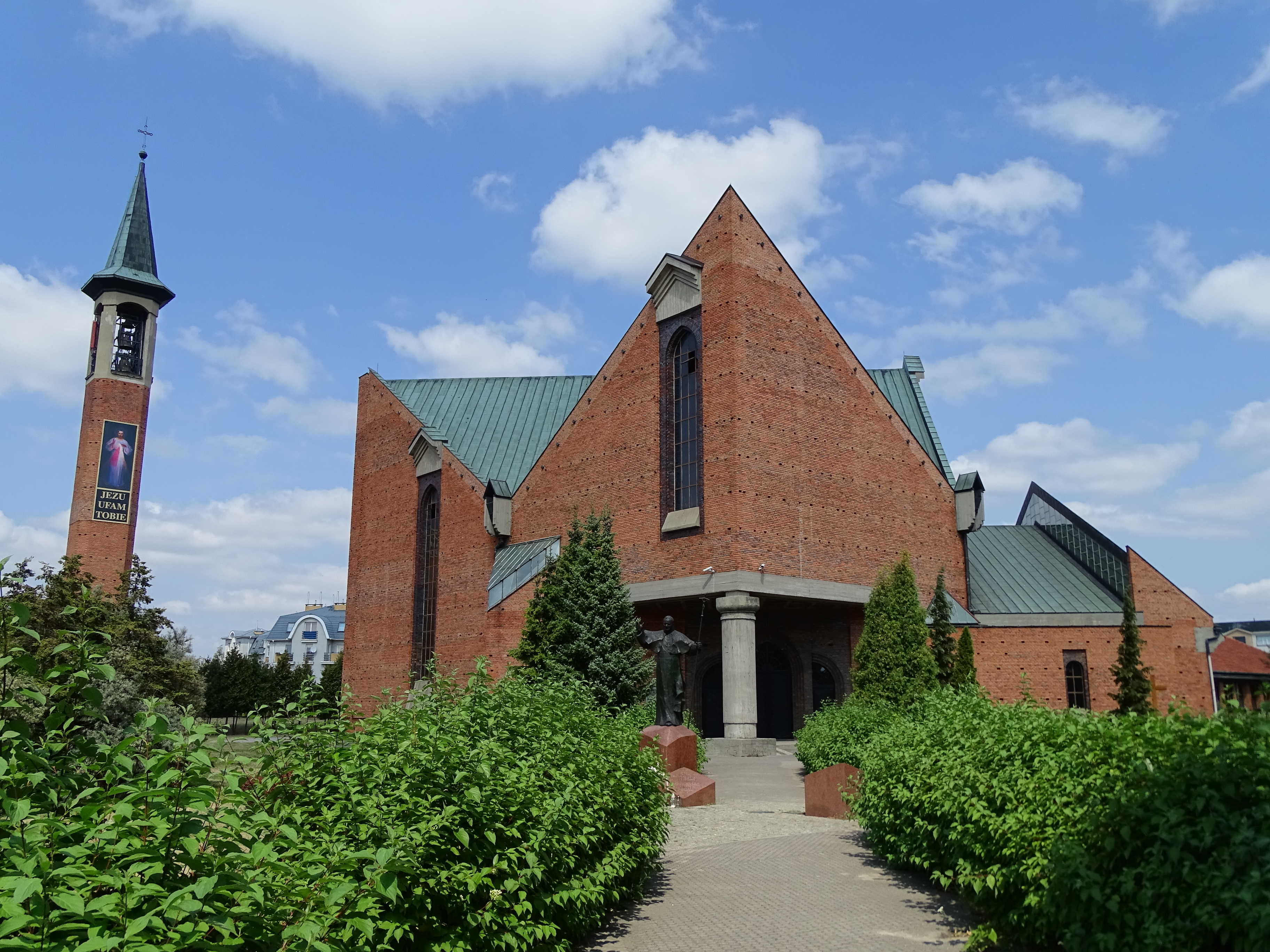
Kościół św. Antoniego w Lesznie

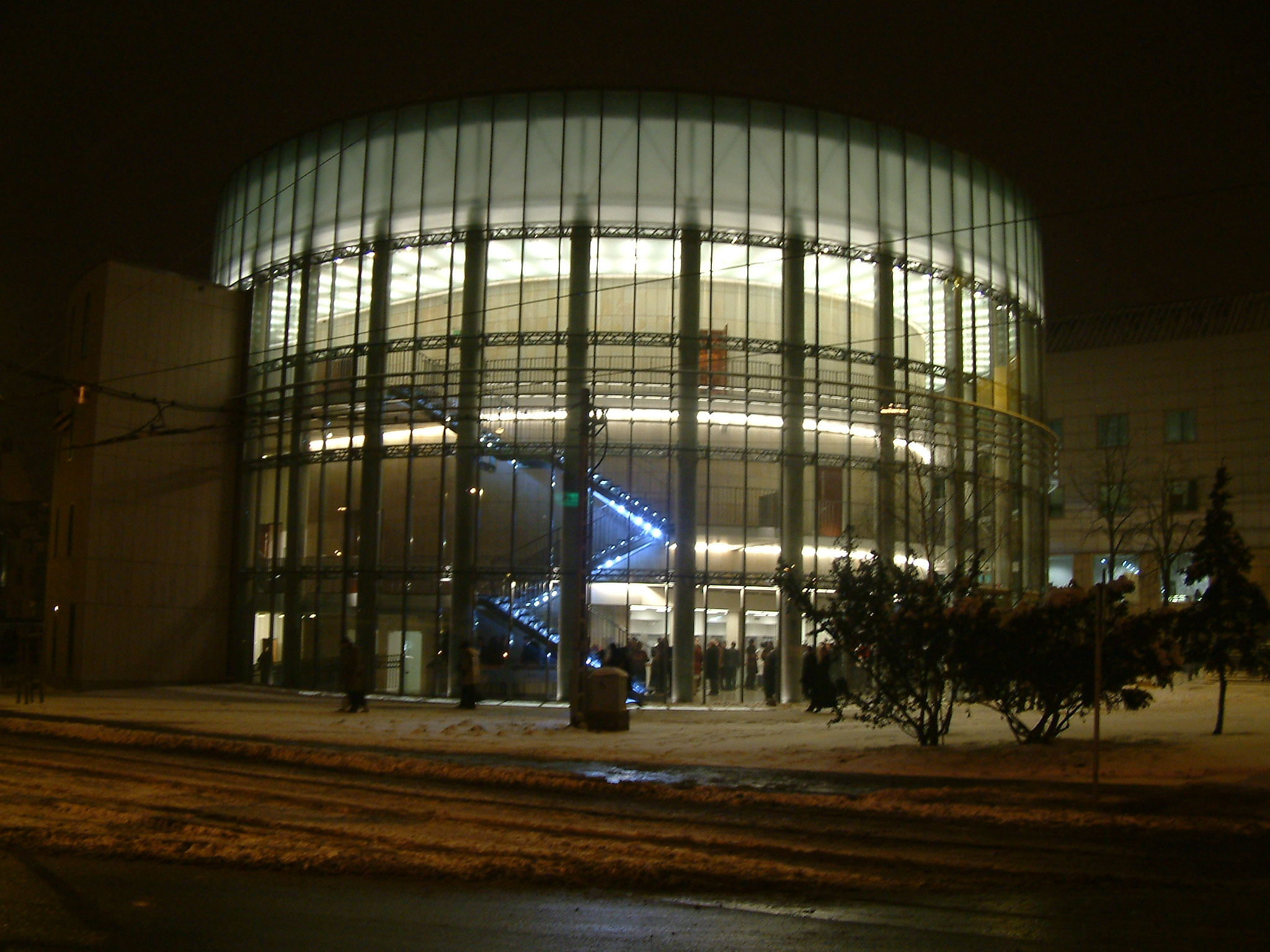
Aula Nova w Poznaniu

### 1961 r. – 1973 r.
W 1961 roku Jerzy Gurawski rozpoczyna prace w Wojewódzkim Biurze Projektów w Opolu. W okresie od 1961 r. do 1973 r. wykonuje kilkadziesiąt projektów, z których najważniejsze to:
1. Muzeum Wsi Opolskiej – Skansen – Opole Bierkowice projekt konsultowany przez prof. Estraichera oraz ogólnopolski zespół otnografów – realizacja od 1969 – /20 ha – ca 30 zagród – Kościół, wiatraki – pofolwarczne przemysłowe – zespół ustrojowy/
2. Tereny sportowe w Raciborzu – Stadion – 5000 m, Hala sportowa, zespół boisk, małych lodowisk - realizacja od 1968 r.
3. Hotel Komunalny – w Kluczborku /180 miejsc/ Realizacja 1968-70 r.
4. Hala targowa jednonawowa – Racibórz – projekt techniczny 1974 r.

Oprócz powyższych opracowań wykonuje wiele projektów drobnych typu rekonstrukcja i remont, między innymi wiele projektów rozbudowy szkół gminnych, zbiorczych etc., szkół wiejskich, nie mieszczących się w profilu oficjalnej oświaty i żadnym ówcześnie obowiązującym „akcie normatywnym”.

### 1974 r. – 1989 r.
W 1974 roku – rozpoczyna pracę w „Inwestprojekcie” Opole, wykonuje tam m.in. następujące projekty zespołów mieszkaniowych:
- osiedle w Głuchołazach /4500 m./ 1974-75 r.
- osiedle w Koźlu – Kędzierzynie /5000 m./ 1974-75
- zespół budynków mieszkalno – gospodarczych dla małego miasta „Łącznik” – woj. Opolskie – realizacja 1976-97 r.

W latach 1964–1974 wykonuje przy współpracy z „plastykami” kilka projektów wnętrz lokali gastronomicznych, handlowych i wystawowych.
Współpracuje przy opracowaniu zagospodarowania przestrzennego i cokołów do pomników – pomnik A. Lampego w Opolu, pomnik „Karolinki” w Gogolinie, i innych.
W listopadzie 1974 r. po wygraniu konkursu na projekt Uniwersytetu im. Adama Mickiewicza w Poznaniu – Morasku – przenosi się wspólnie z przyjacielem, współautorem konkursu Marianem Fikusem, do Poznania, gdzie podejmujemy prace w pracowni UAM, zorganizowanej – przy „Miastoprojekcie” – Poznań.
W pracowni tej opracowuje wspólnie z Marianem Fikusem następujące projekty:
- Dzielnica Uzdrowiskowo – Wczasowa w Kołobrzegu – opracowanie pokonkursowe – 1974 r. - projekty techniczne zgodnie z warunkami konkursu przejął Miastoptojekt Koszalin
- Plan generalny UAM – opracowani pokonkursowe 1974 r.
- Dzielnica mieszkaniowa w Kędzierzynie dla 30 000 mieszkańców – 1975 r.
- Dzielnica mieszkaniowa w Pile dla 50 000 mieszkańców – koncepcja i ZTE I etap – 1975 r.
- Akademia Wychowania Fizycznego – Poznań – Morasko – koncepcja – 1975 r.
- Centralny Ośrodek Jeździecki w Poznaniu – 1978 r.
- Uprzemysłowiony system budowy stacji CPN – 1976 r. zrealizowanych kilka obiektów różnych typów stacji
- Zajazdy – koncepcja i projekt techniczny – projekt opracowany w ramach programu rządowego 1976 r.
- Stanica Poznańska – projekt systemowy – 1977 r.
- Przebudowa Wieży Zamkowej na muzeum architektury – opracowanie pokonkursowe 1978 r.
- Wydział Architektury w Poznaniu – opracowanie pokonkursowe – 1978 r.

Projekty zrealizowane w tym okresie: (/F-G/ - jako zespół Fikus - Gurawski)
- I etap Budowy Uniwersytetu Adama Mickiewicza w Poznaniu, Obiekty: naukowo dydaktyczne, mieszkalne, usługowe, techniczne, magazynowo – gospodarcze. Łączna kubatura I etapu 600 000 m³, realizacja rozpoczęta w 1977 r. /F-G/
- Osiedle mieszkaniowe „Jednorodzinne” w Zgorzelcu 1978 – 79 /F-G/
- Komenda Dzielnicowa MO – Jeżyce, 1971 r. /F-G/
- Dzielnica Mieszkaniowa w Koninie – 20 000 – 1980 r. /F-G/
- Zespół Opieki Zdrowotnej dla Szkół Wyższych w Poznaniu przy ul. Obornickiej 1980 r. /F-G/
- Kościół Parafialny NMP w Głogowie, projekt 1981 r., konsekracja 2000 r., - nagroda SARP „Projekt Roku” 1988 r. (z arch. Marianem Fikusem)
- Kościół Parafialny Św. Antoniego w Lesznie 1989 – 1995 r.
- Rozbudowa Seminarium Arcybiskupstwa Gnieźnieńskiego
- Rozbudowa Sądu w Rawiczu

### po 1989 r.
W 1989 zakłada własną pracownię - „Architektoniczna Pracownia Autorska Jerzego Gurawskiego” (ARPA). Opracował w niej m.in. następujące projekty:
- Campus Uniwersytecki na Morasku Poznań[4]
  - Wydział Fizyki (74-99), Centrum Dydaktyczne (98-99)
  - Wydział Matematyki – Informatyki (99-2001) – Nagroda Jana Baptysty Quadro za rok 2003, Nagroda Ministra Budownictwa za Najlepszy Obiekt zbudowany ze środków Publicznych
  - Wydział Geografii (2001-2006 r.)
- Rozbudowa Akademii Muzycznej Poznań – nagrody: Najlepszy obiekt dziesięciolecia – wybrany w plebiscycie GW, Nagroda Rektora AM, Nagroda Jana Baptysty Quadro za rok 2006, Nagroda Budowa Roku 2006
- Aula Nova Akademii Muzycznej Poznań, 2006[5]
- Wydział Melioracji Akademii Rolniczej w Poznaniu – Nagroda Rektora AR
- Krypta Zasłużonych Wielkopolan – Wzgórze św. Wojciecha w Poznaniu – 1997
- Rewitalizacja Ratusza w Lesznie (z architektem Robertem Gzylem) – Medal Zasługi dla Miasta Leszna 1999 r. – zakończenie realizacji: 2000
- Sala Filharmonii – Międzynarodowe Centrum Muzyki w Zielonej Górze
- zespół apartamentowo–hotelowy – Wstęga Warty i Hotel „Ibis” (z arch. Przemysławem Cieślakiem) w Poznaniu
- pawilon uniwersytecki w ogrodzie botanicznym w Poznaniu
- modernizacja ul. Półwiejskiej w Poznaniu
- plomba przy ulicy Botanicznej w Poznaniu – rozbudowa Akademii Rolniczej
- zespół „Salus Infirmorum” - Międzynarodowy Ośrodek Duszpasterstwa Niepełnosprawnych w Głogowie przy Kolegiacie (z arch. Marianem Fikusem), projekt 1989 – 1990 r., realizacja 2001
- kościoły Parafialny Miłosierdzia Bożego w Prudniku 1990 – 2000 (nagroda im. Św. Brata Alberta 2007)
- opracowania urbanistyczne: Pierścień Ekologiczny „Forty Poznańskie” – 1995, Układ przestrzenno-komunikacyjny „Ring Poznański” – 1996
- budynek dydaktyczny dla AWF w Poznaniu 2006 r., w realizacji (zakończenie 2012)
- hala sportowa dla Uniwersytetu im. Adama Mickiewicza na Morasku - 2007 r., realizacja 2010
- liczne zespoły mieszkaniowe i inne

## Konkursy Architektoniczne

### Pierwsze konkursy
Jerzy Gurawski bierze udział w wielu konkursach architektonicznych, i poczynając od drugiego roku studiów zdobywa w nich nagrody i wyróżnienia:
- Kioski powtarzalne dla miasta Warszawy - III nagroda - 1956 r.
- Teatr objazdowy ziemi Mazowieckiej – 1960 r. – I nagroda równorzędna – spotkanie z prof. Szytmanem
- Warszawskie przeprawy na Wiśle – 1961 r. – wyróżnienie
- Centrum miasta pow. Nysy – 1961 r. – wyróżnienie
- Zagospodarowanie przestrzenne Kamiennej Góry w Gdyni – 1964 r. – wyróżnienie
- Centralna Biblioteka Uniwersytecka – Warszawa – Powiśle – 1968 r. – I wyróżnienie
- Centrum miasta Raciborza – I wyróżnienie równorzędne

### Nagrody w konkursach w zespole autorskim F-G
Na przełomie lat 1968-69 tworzy wspólnie z architektem Marianem Fikusem zespół autorski, w którym opracowuje na zasadzie pełnej równorzędności i współautorstwa projekty konkursowe, projekty zlecone w ramach biur, inwestorów prywatnych etc. Współpraca ta dała następujące efekty w konkursach:
- Centrum Kędzierzyna   1969 r.	I nagroda, II nagroda, I wyróżnienie
- Centrum Dzierżoniowa	1969 r.	I nagroda
- Centrum Głogowa	1970 r. I nagroda
- Centrum Włocławka	1970 r.	I nagroda
- Centrum Wrocławia /dworzec ul. Świerczewskiego/ 1971 r. II nagroda
- Centrum Białej Podlaskiej	1971 r.	I nagroda, I wyróżnienie
- Dzielnica Mieszkaniowa Fordon – Brdyujścia 1971 r. III nagroda
- Centrum Tarnobrzega	1971 r.	I nagroda
- Śródmieście Bytomia	1972 r.	wyróżnienie
- Plac Niepodległości w Łodzi	1972 r.	I nagroda
- Centrum GOP	1972 r.	III nagroda
- Dzielnica Uzdrowiskowo – Wczasowa wraz z dzielnicą mieszkaniową Kołobrzegu	1973 r.  I nagroda
- Dzielnica mieszkaniowa „Piątkowo” w Poznaniu	1973 r. II nagroda
- Śródmieście Rzeszowa	1973 r.	I wyróżnienie
- Uniwersytet Adama Mickiewicza w Poznaniu 1974 r. I nagroda
- Centrum Uzdrowiskowo-Wczasowe w Wysokiej 1975 r. I nagroda
- Wydział Architektury w Poznaniu	1975 r. II nagroda
- Śródmieście Płocka	1976 r. II nagroda
- Centrum „Zachód” Katowice	1977 r.	premia
- Zespół Dworców PKP-PKS w Legnicy	1977 r.	II nagroda
- Zespół Szkół Artystycznych w Poznaniu	1977 r. wyróżnienie
- Dzielnica Mieszkaniowa „Morasko” w Poznaniu	1978 r. I wyróżnienie
- Centrum Gorzowa	1978 r. I nagroda
- Dzielnica Uzdrowiskowa w Łagowie	1978 r.	III nagroda
- Przebudowa Wieży Zamkowej w Poznaniu na Muzeum Architektury	1978 r.	wyróżnienie
- Wieś Czeszewo z Ośrodkiem rekreacyjnym 1978 r. I nagroda
- Centrum Kozienic 1979 r. I wyróżnienie
- Centrum Żar 1979 r. I nagroda
- Dzielnica Mieszkaniowa „Międzylesie” w Koninie 1979 r. I nagroda
- Śródmieście Będzina 1980 r. III nagroda
- Osiedle Domków jednorodzinnych w Mosinie 1980 r. II nagroda
- Śródmieście Wołomina	1981 r.	I nagroda
- Rozbudowa Ostrowa Wielkopolskiego 1981 r. wyróżnienie specjalne

### Konkursy międzynarodowe F-G
- Centrum Kultury w Paryżu	1971 r.
- Centrum Santiego De Chille 	1972 r.
- Centrum Miast Guben-Gubin	1978 r.	II nagroda
- Centrum Kultury Islamskiej w Madrycie	1980 r.

### Nagrody w konkursach podczas prowadzenia autorskiego biura
- Konkurs na koncepcję rozbudowy Akademii Muzycznej w Poznaniu – 1989 r. I nagroda
- Międzynarodowe Biennale Architektury w Krakowie – konkurs na „Muzeum Tadeusza Kantora” – Kraków 2004 – wyróżnienie specjalne
- Konkurs na Wydział Matematyki i Informatyki w Krakowie – II nagroda – realizacja
- Konkurs na halę sportową UAM w Poznaniu – 2006 r. I nagroda
- Konkurs na nowy budynek dydaktyczny dla AWF w Poznaniu – 2006 r. I nagroda
- Konkurs na budynek Międzywydziałowego Centrum Nanobiomedycznego UAM w Poznaniu - 2008 r. I nagroda

## Publikacje /projekty, artykuły, rozprawy/
- „Od projektu do realizacji” – Komunikat SARP nr 9 1973 r.
- „Plac Niepodległości w Łodzi” Architektura 5/6	1973 r.
- „Centrum GOP – Wschód” – Architektura 10	1973 r.
- „Centralny Ośrodek Dyspozycyjno – Usługowy GOP” – Wydawnictwo Pokonkursowe SARP – Katowice	1979 r.
- „Centrum miasta Bytomia” – wydawnictwo YUP – Katowice	1979 r.
- „Centralny Zespół Usług Uzdrowiskowych” – KAW – Rzeszów 1979 r.
- „A large health resort and workes’holiday district serving 1000 patients annually will be butli in Kołobrzeg” – Poland 3/1975 r.
- Śródmieście Płodka Architektura 5/1976 r.
- „Centrum Dzierzoniowa, Centrum Kołobrzegu, Centrum Kędzierzyna, „Konkursy na Centrum Miast – analiza porównawcza” – Instytut Kształtowania Środowiska – PWN Warszawa 1976 r.
- Przestrzenno-funkcjonalny element integrujący czyli rzecz o korytarzu” – Architektura 12 1976 r.
- „Uniwersytet AM w Poznaniu, Dzielnica Mieszkaniowa w Pile, Dzielnica Uzdrowiskowa w Kołobrzegu w książce „Ekologia środowiska mieszkaniowego – architektoniczne tendencje kształtowania biotopu człowieka” – P. Szafer – Ossolineum – 1977 r.
- „Nowy Uniwersytet Adama Mickiewicza w Poznaniu” – Wydawnictwo Naukowe UAM – Poznań 1978 /wyd. książkowe – autorzy F-G/
- „Nowa architektura Polska – lat 1971 – 1975 – PAN – Arkady 1978 szereg projektów autorstwa F-G
- „Centrum miasta granicznego Guben-Gubin” – Miasto nr 4 – 1979 r.
- „Centrum Guben-Gubin” – Architektur der DDR nr 4 – 1979 r.
- „Konkursy na ośrodki i obiekty ośrodkowe w miastach małych i średnich w Polsce – kontekst realizacji i przydatności” – Seminarium naukowe SARP w Tucznie 1979 /na zlecenie ZG-SARP/
- „Zespół mieszkaniowy pracowników UAM Poznań – Morasko” – Architektura 3 – 1980 r.
- „Centrum Kultury Islamskiej w Madrycie” – wydawnictwo UIA – 1980 r. Paryż

Ponadto szereg produkcji, odczytów, referatów i koreferatów etc.
(brak dokładnego spisu po 1981 roku)

## Wystawy
- Wystawa autorska „Architektura” F-G – Opole 1976 r., Katalog do wystawy KZT – Opole 1976 r.
- Wystawa autorska „Architektura” F-G – Poznań 1978 r. Katalog wystawy – SARP – Poznań 1978 r.
- Wystawa autorska „Architektura” F-G – Kraków 1979 r.
- Wystawa autorska „Architektura” F-G – Opole 1981 r. Katalog Wystawy – KZT – Opole 1981 r.
- Udział w szeregu wystawach i pokazach regionalnych architektury.

## Dydaktyka
- Współpraca w latach 1971 – 74 r. z Wydziałem Architektury Politechniki Wrocławskiej – koreferaty i prowadzenie prac dyplomowych, konsultacje.
- Od roku 1975 do 1989 r. prowadzenie zajęć z projektowania oraz prac dyplomowych na Wydziale Architektury Politechniki Poznańskiej
- prowadzenie zajęć z projektowania przestrzeni teatr we Francji (1984) i Włoszech (1981) w ramach Teatru Narodów
- Od 1990 prowadzenie dyplomów (dwie pierwsze nagrody „Najlepszy Dyplom” uczelni architektonicznych w Polsce) i sporadycznych wykładów.

## Działalność w SARP-ie
- Od 1961 roku jest członkiem Stowarzyszenia Architektów Polskich i wieloletnim sędzia konkursowym.
- Pełnił funkcję przewodniczącego Kolegium Sędziów Konkursowych w Poznaniu.
- Prezes Oddziału Poznań przez 2 kadencje w latach 1990 – 93 r., 1993 – 96 r.
- Brązowa, Srebrna i Złota (1991 r.) Odznaka SARP
- Laureat Honorowej Nagrody SARP (2007 r.)
- Członek Rady Programowej oraz uczestnik Kongresu Architektury Polskiej 2008 w Poznaniu

## Nagrody i wyróżnienia
- Od 1972 roku jestem członkiem – OSiT Międzynarodowej Organizacji Scenografów i Techników Teatru – biorę udział w sympozjach i spotkaniach dotyczących rozwoju techniki teatralnej
- W styczniu 1980 roku uzyskałem „Prawa Twórcy” nadane przez Ministra Kultury i Sztuki
- Złoty Krzyż Zasługi (1975 r.) za projekt Kampusu UAM
- Krzyż Kawalerski Orderu Odrodzenia Polski – grudzień 1999 r. za działalność w projektowaniu przestrzeni teatralnej
- Jest osobą, której sprzeciw wstrzymał przedłużenie linii PST na kampus UAM Morasko[6]